# Baie de Plymouth
Ne doit pas être confondu avec Plymouth Sound.
La baie de Plymouth ou Plymouth Harbor est une petite baie bien protégée de l'océan Atlantique, située sur la rive ouest de la grande baie du cap Cod, le long du Massachusetts aux États-Unis.
La baie de Plymouth conserve une importance historique en raison du débarquement à Plymouth Rock en 1620 des « Pères pèlerins » à bord du Mayflower qui ont procédé à l'établissement de la première colonie nord-européenne permanente en Amérique du Nord à la colonie de Plymouth.

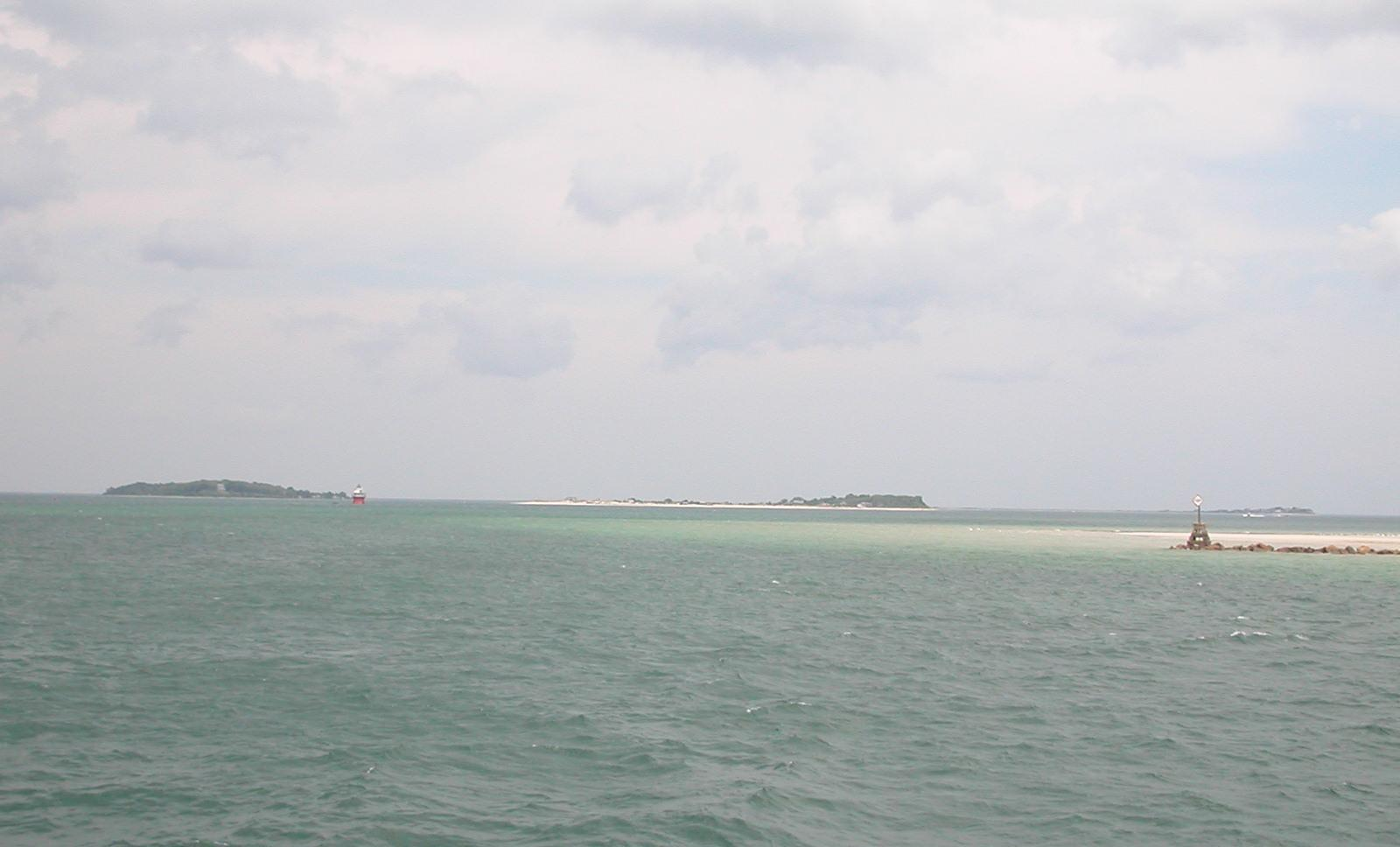
Vue depuis la baie de Plymouth avec le phare de Duxbury Pier visible.